# Guadarrama (Spagna)
Guadarrama è un comune spagnolo di 10 546 abitanti situato nella comunità autonoma di Madrid, parte della comarca di Cuenca del Guadarrama.